# Zawyet el-Aryan

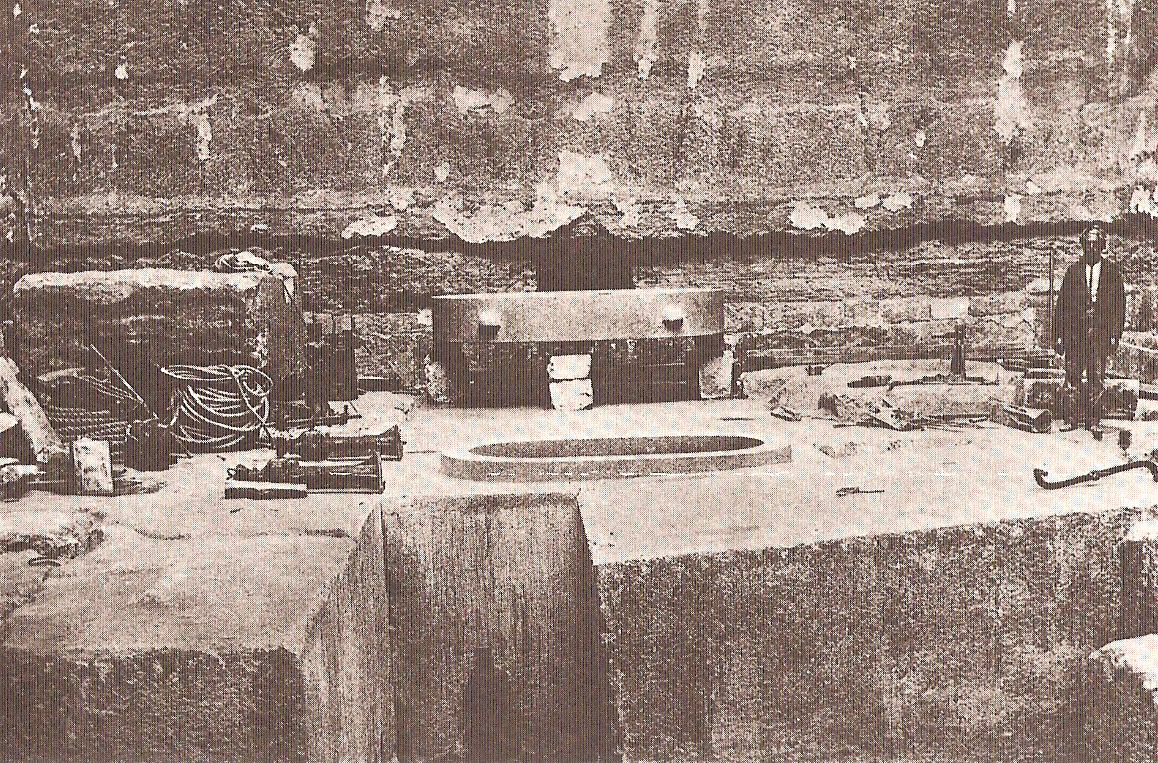
Zawyet el-Aryan

Zawyet el-Aryan (ou Zawiyet el-Aryan) (em árabe: زاویة العریان) é uma cidade no Baixo Egito, localizada entre Gizé e Abusir. A oeste da cidade, em uma área de deserto, há uma necrópole homônima. Quase diretamente ao leste, através do rio Nilo, está Mênfis. Em Zawyet el-Aryan, existem dois complexos de pirâmide e cinco mastabas.

## Pirâmides

### Pirâmide estratificada
A pirâmide estratificada foi construída na terceira dinastia, provavelmente durante o reinado do faraó Khaba. A pirâmide foi concebida para ser uma pirâmide de degraus. Como não foram encontras pedras de revestimento, acredita-se que a pirâmide nunca foi concluída. O layout das câmaras subterrâneas assemelha-se ao da pirâmide de Sekhemkhet. Um corredor que leva para o interior tem 32 câmaras laterais significavas para armazenamento de equipamentos de sepultamentos.

### Pirâmide inacabada
Esta pirâmide inacabada pertence a um rei com um nome ilegível. Tudo o que restou é uma base quadrada em que teria sido construído o núcleo da pirâmide. Um sarcófago de granito rosa foi encontrado em uma vala que atravessa a estrutura, embora possa ser de um período posterior. A existência de câmaras subterrâneas tem sido especulada, mas escavações não são possíveis, visto que a estrutura é agora parte de uma zona militar restrita. Também chamado de "Pirâmide do Norte", esta estrutura remonta a quarta dinastia.